# Smallanthus parviceps
Smallanthus parviceps là một loài thực vật có hoa trong họ Cúc. Loài này được (S.F.Blake) H.Rob. miêu tả khoa học đầu tiên năm 1978.